# Nilson Azevedo
Nilson Azevedo (Raul Soares, 8 de agosto de 1948) é um cartunista brasileiro. Começou sua carreira em 1967 no Jornal dos Sports. Foi autor da tira cômica A Caravela, que contou com mais de 230 tirinhas reunidas em uma coletânea impressa em 2022.
Em 2023, Nilson Azevedo ganhou o Prêmio Angelo Agostini de Mestre do Quadrinho Nacional.